# Spansk häst

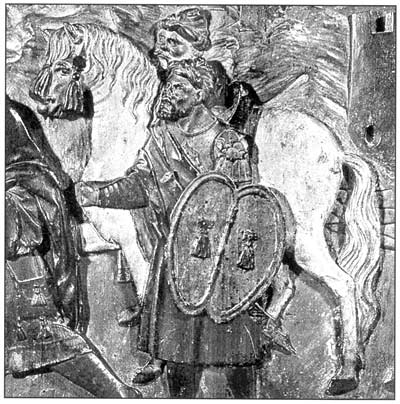
Den spanska hästen och den spanska jenneten var en av de viktigaste raserna i utvecklingen av många moderna hästraser.

Den spanska hästen, även kallad den Iberiska hästen var ett samlingsnamn på många olika sorters hästar som härstammade från Iberiska halvön. De spanska hästarna är inom hästkretsar mest kända som de hästar som blev stamfäder till mer än hälften av alla världens hästraser. Men trots detta råder vissa tvivel om vad för slags häst den spanska hästen egentligen var. Man tror att begreppet var en sammanfattning för en mängd olika hästtyper från Spanien och Portugal, hästtyper som hade influenser av de orientaliska ökenhästar som togs till Spanien med morerna under deras invasion. Berberhästar och arabiska fullblod låg säkert i de spanska hästarnas bakgrund. Idag menar man att Andalusierhästarna och de portugisiska Lusitanohästarna är den moderna motsvarigheten till den dåtida spanska hästen. De spanska hästarna fördes till Amerika under 1500- och 1600-talen och de ligger i grund för alla dagens Nord- och Sydamerikanska hästraser.
De spanska hästarna bidrog med styrka, elegans och bra rörelser till sina avkommor och många av dagens hästraser som har sin härstamning från de spanska hästarna är så kallat "gaited", det vill säga att de innehar en eller flera extra gångarter utöver de tre naturliga, skritt, trav och galopp. Troligtvis bidrog de även med kroppsmassa och färger som inte fanns hos de inhemska hästarna, till exempel tigrerad, en prickig färg. Den typiska utåtbuktande eller raka nosprofilen syns även tydligt hos många amerikanska hästraser.

## Spanska hästar i historien
När man talar om spansk häst menade man oftast de hästar som kom från Iberiska halvön, dvs Portugal och Spanien. Man tror även att de första spanska hästarna har inslag från hästar från de norra delarna av Afrika, från den tid då det nuvarande Spanien och Nordafrika satt ihop. De spanska hästarna var med största sannolikhet olika typer av hästar som hade blod från både europeiska skogshästar, tarpaner samt de ädla orientaliska ökenhästarna som berberhästar och arabiska fullblod. Troligtvis utvecklades den spanska hästen med de ökenhästar, berberhästar och arabiska fullblod som fördes till Iberiska halvön under 700-talet av de invaderande nordafrikanska morerna. Där blandades de med inhemska primitiva raser som exempelvis asturconponnyn, som än idag lever halvvilt i bergen i Spanien.
Den spanska hästen spreds över världen med hjälp av de spanska conquistadorerna och med ännu mer hjälp från koloniseringen av Nya världen. Den spanska hästen användes till att förbättra hästraser över hela världen, även i Sverige. I USA släpptes många av dessa hästar fria eller också rymde de och de amerikanska förvildade hästarna, t.ex. mustangen har sina rötter i dessa hästar. Alla dagens Syd- och Nordamerikanska hästraser härstammar från de spanska hästarna.

### Columbus

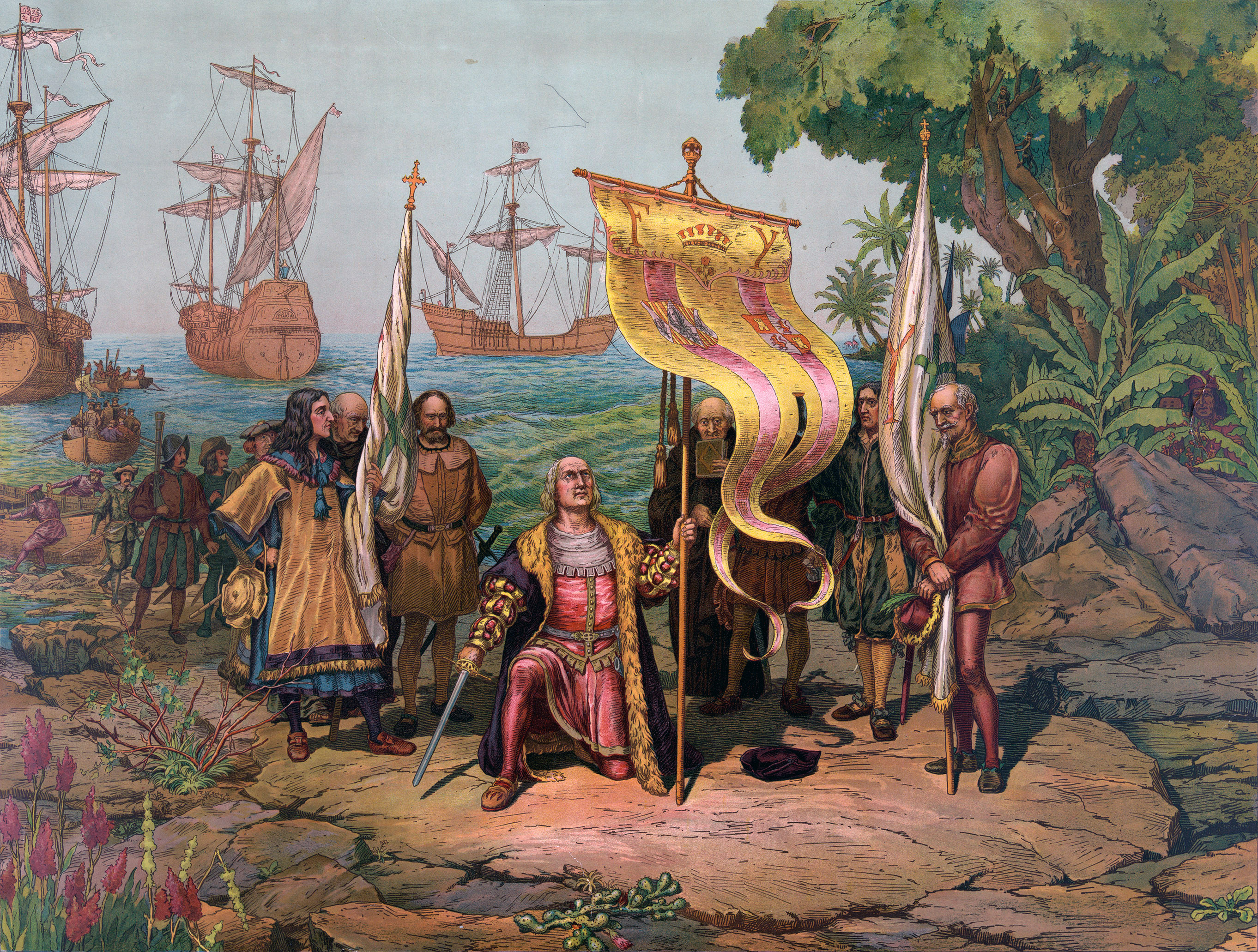
När Columbus landsteg i Amerika hade han med sig flera hästar från Spanien.

Christofer Columbus resa till Amerika år 1492 var en ren slump. Landstigningen i Amerika skedde när han på uppdrag av spanske kung Ferdinand II och drottning Isabella I skulle hitta en ny sjöväg till Indien. Han trodde att han upptäckt en västlig rutt till Indien och kallade därför urinvånarna för indianer. Efter resan gjorde han fyra resor mellan Spanien och Nya världen, som den skulle kallas. Under den första expeditionen landsteg han på Hispaniola, (idag Haiti) i Västindien, där han lämnade 30 hästar. På bara tio år hade ett flertal stuterier anlagts på de större öarna och hästpopulationen hade ökat dramatiskt. Columbus reste även till Mexikanska golfen och Sydamerika där han lämnade hästar, med samma resultat.

### Conquistadorerna
Efter Columbus upptäckt av Amerika år 1492 var uppmärksamheten i hela Europa riktad mot den Nya Världen, där det enligt ryktena skulle finnas enorma skatter och land för bönderna att bruka. Den 700 år långa moriska ockupationen av Portugal och Spanien hade precis upphört och yrkessoldaterna var utan arbete. Dessa soldater och även andra äventyrare skeppades till Amerika och kallades för conquistadorer. Under 1500-talet skulle de bilda arméer i södra delarna av Nordamerika, samt Sydamerika och Centralamerika. Under den här tiden fanns inga hästar i Amerika utan alla förhistoriska hästar hade dött ut 8 000 år tidigare på grund av att urinvånarna jagade dem för deras kött. Men i början av 1600-talet hade conquistadorerna startat stuterier för att avla de spanska hästarna i området runt Santa Fe. Hästarna spreds sedan både norrut och söderut och idag finns över 25 miljoner hästar i Nord- och Sydamerika.
Conquistadorerna begick ofta grova attacker mot de infödda. Officiellt sades det att detta skedde i Guds namn, men dokument från denna tid har visat att det allt som oftast var för egen vinnings skull. En av de värsta var Hernan Cortes (1485–1547) som steg iland i Mexiko år 1519 med 600 infanterister och enbart 16 hästar som skulle användas för att återinföra hästen i Amerika. Av de 16 hästarna var 11 hingstar, där en var skäck och en tigrerad. Alla 16 hästar var av en berömd linje av hästar i Spanien som kallades Cordobalinjen och alla var ättlingar till Cortes egen häst El Morzillo. Cortes menade själv att "vid sidan av Gud var det hästarna som skänkte oss segern". Detta berodde mycket på att de lokala aztekerna, som aldrig sett hästar förut, var livrädda för de stora spanska hästarna. Att se dessa okända djur med ryttare på ryggen bör ha varit ett ohyggligt vidunder för aztekerna.
1524 red Cortes genom Sydamerika under en expedition till Honduras. Han red en stor svart spansk häst vid namn El Morzillo (den svarte). El Morzillo skadade dock ett ben under vägen, som var den värsta tänkbara terrängen genom tropisk urskog och träsk. Cortes lämnade hästen till några vänligt sinnade indianer och lovade att han skulle komma tillbaka, vilket han inte gjorde. Indianerna var livrädda för det stora svarta djuret och ännu mer för den vite mannen som kunde tygla odjuret. El Morzillo fick bo i ett tempel där blomsterprydda jungfrur serverade honom frukt och kycklingrätter. El Morzillo, som trots allt var en häst, uppskattade inte boendet och speciellt inte dieten och dog kort efter att indianerna hade fått honom. Indianerna som fruktade Cortes återkomst reste en staty över hästen som de placerade på en ö ute i havet. Statyn blev föremål för dyrkan bland infödingarna och kallades Tziunchan, åskans och blixtens gud. Statyn stod kvar till år 1697 när spanska arméer trängde in i Yucutan och missionärerna ville införa kristendomen. Två munkar upptäckte statyn och "fyllda av Guds ande och heligt raseri" slog de sönder statyn med stenar. Men ättlingar till El Morzillo hade redan spritts över hela Amerika.

### Kolonisationen
Många nybyggare flyttade till Amerika bland annat från Irland, Storbritannien och Skandinavien. Ännu fler hästar av europeiskt blod kom på så sätt att införas av dessa nybyggare. De spanska hästarna, som nu var vanliga i Amerika, föddes upp i stuterier och efterfrågan på andra sorters hästar gjorde att den spanska hästen avlades upp i många nya amerikanska hästraser.
Under koloniseringen släpptes även många av de spanska hästarna lösa ute på stäpperna, om de inte helt enkelt rymde från nybyggarna. En del hästar tillfångatogs av indianstammarna, men de flesta bildade nya stammar och hjordar med förvildade hästar som finns än idag och som har en förvånande renrashet och blodslinjer från de spanska hästarna. Bland annat mustangen.
Under kolonisationen uppfördes även plantager för bland annat bomull och tobak och efterfrågan på hästar som kunde användas i arbetet på plantagerna ökade. De spanska hästarna användes för att bland annat utveckla Narragansett Pacern, som var den vanligaste hästen på plantagerna. Pacern försvann så småningom när utvecklingen av fler hästraser ledde till att den blev överflödig. Bland annat utvecklade man tennessee walking horse och american saddlebred. Många av de nya amerikanska hästraserna behöll den passgång som den spanska hästen var så känd för, samt utvecklade egna extra gångarter. USA är idag störst på avel av "gaited" hästar, som härstammar från de spanska hästarna, medan passgången och denna sorts hästavel nästan helt har försvunnit inom europeisk hästhållning.

## De förvildade hästarna

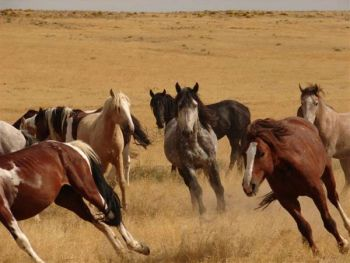
De wyomiska vildhästarna är precis som mustangen en förvildad hästras som härstammar från den spanska hästen.

De spanska hästarna användes främst i avel och för att erövra den nya världen, men många hästar som inte höll måttet släpptes helt enkelt fria på stäpperna. En del hästar rymde även och det finns även dokumentation om hästar som simmat i land från förlista skepp utmed kusterna. Dessa hästar skulle sedan skapa nya flockar över hela Nord- och Sydamerika där de under de kommande hundra åren skulle utvecklas och anpassas till de olika områden där de hamnade. Hästarna bev förvildade och många av dessa hjordar blev överraskande rasrena, på grund av naturlig inavel som skedde inom flocken.
Några exempel på dessa spanskättade förvildade hästar är mustangen, de wyomiska vildhästarna och ponnyerna på Chincoteague- och Assateague-öarna utanför USA:s kust. Många moderna hästraser i både Nord- och Sydamerika härstammar från, har varit, eller har influens från förvildade hästar som fångats in och åter igen domesticerats. Indianerna tog ofta vara på dessa hästar och avlade fram många nya raser t. ex. den prickiga appaloosan. Idag är många av dessa gamla förvildade hästar helt och hållet domesticerade, medan vissa är skyddade i vilt tillstånd av staten.
Några spanskättade förvildade hästraser:
- Mustang
- Spansk mustang
- Kigermustang
- Sable Islandponny
- Bankerhäst
- Carolina marsh tacky
- Nokotahäst

## Spanska ridskolan

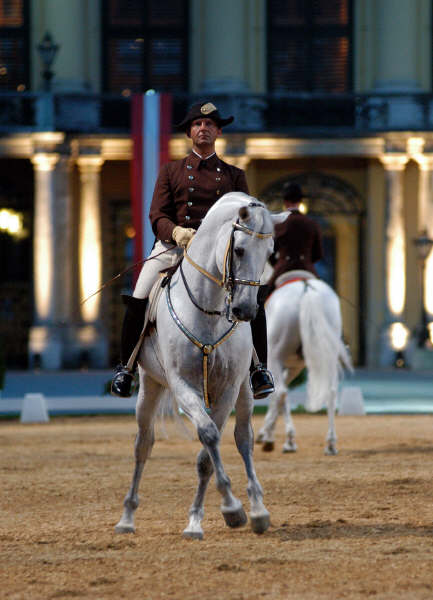
Spanska ridskolan i Wien i Österrike har fått sitt namn av att man före öppnandet använde spanska hästar i träningen. Än idag används enbart vita Lipizzanerhästar, som är ättlingar i rakt nedstigande led till den spanska hästen.

Spanska ridskolan ligger trots sitt namn inte i Spanien utan i Wien i Österrike. Ridakademien fick sitt namn av de berömda spanska hästarna som både användes på ridskolan innan den officiellt grundades år 1729, och senare användes för att avla fram de vita hästar som används där nu. Ridskolan startades inofficiellt redan under 1500-talet och många av de spanska hästar som inte skeppades över till Amerika skickades istället till Österrike för att användas under utbildningen i klassisk ridkonst som hölls på skolan.
Spanska hästar importerades även till det stuteri som den österrikiske ärkehertigen Karl II grundade i den lilla byn Lipizza (numera Lipica i nuvarande Slovenien) år 1580. Stuteriet avlade fram de Lipizzanerhästar som började levereras till hovet och ridskolan. Därav fick skolan även sitt namn. Än idag används på Spanska ridskolan enbart vita Lipizzaner-hästar som är ättlingar till den spanska hästen.

## Nutidens spanska hästar
Idag finns inte det man kallar spansk häst längre, utan nu handlar det om en rad olika hästraser från både Spanien och Portugal, eller Iberiska halvön som anses vara ättlingar eller släktingar till den gamla utdöda rasen. Idag är hela 17 raser godkända som ättlingar till den gamla iberiska rasen, varav 3 är från Portugal och de resterande 14 från Spanien. De raser som räknas som de närmaste alternativen till den spanska hästen är främst Andalusiern och Lusitanon. Det spanska inflytandet är starkast bland amerikanska raser men i Europa syns inflytandet tydligt hos den österrikiska Lipizzanerhästen.
Det som de flesta nya hästraser har ärvt från den spanska hästen är färgen Bork och black som tydligt syns i Lusitanon och Sorraian. Dokumentation om de spanska hästarna har även visat att den prickiga färgen, tigrerad och den fläckiga skäcken, även fanns hos de spanska hästarna och har således fört denna färg vidare till en del amerikanska raser, så som Appaloosa och Pinton. Den typiska utåtbuktande nosprofilen syns tydligt hos både Lusitano, Sorraia och speciellt hos Andalusierna, som kommit att bli efterträdare till den gamla spanska hästen i vad gäller inflytande hos andra hästraser. Den ligger på tredje plats i inflytande över världens hästraser. Enbart de orientaliska araberna och Berberhästarna, samt det engelska fullblodet ligger före. I Nord- och Sydamerika härstammar de flesta hästraser från den spanska hästen.

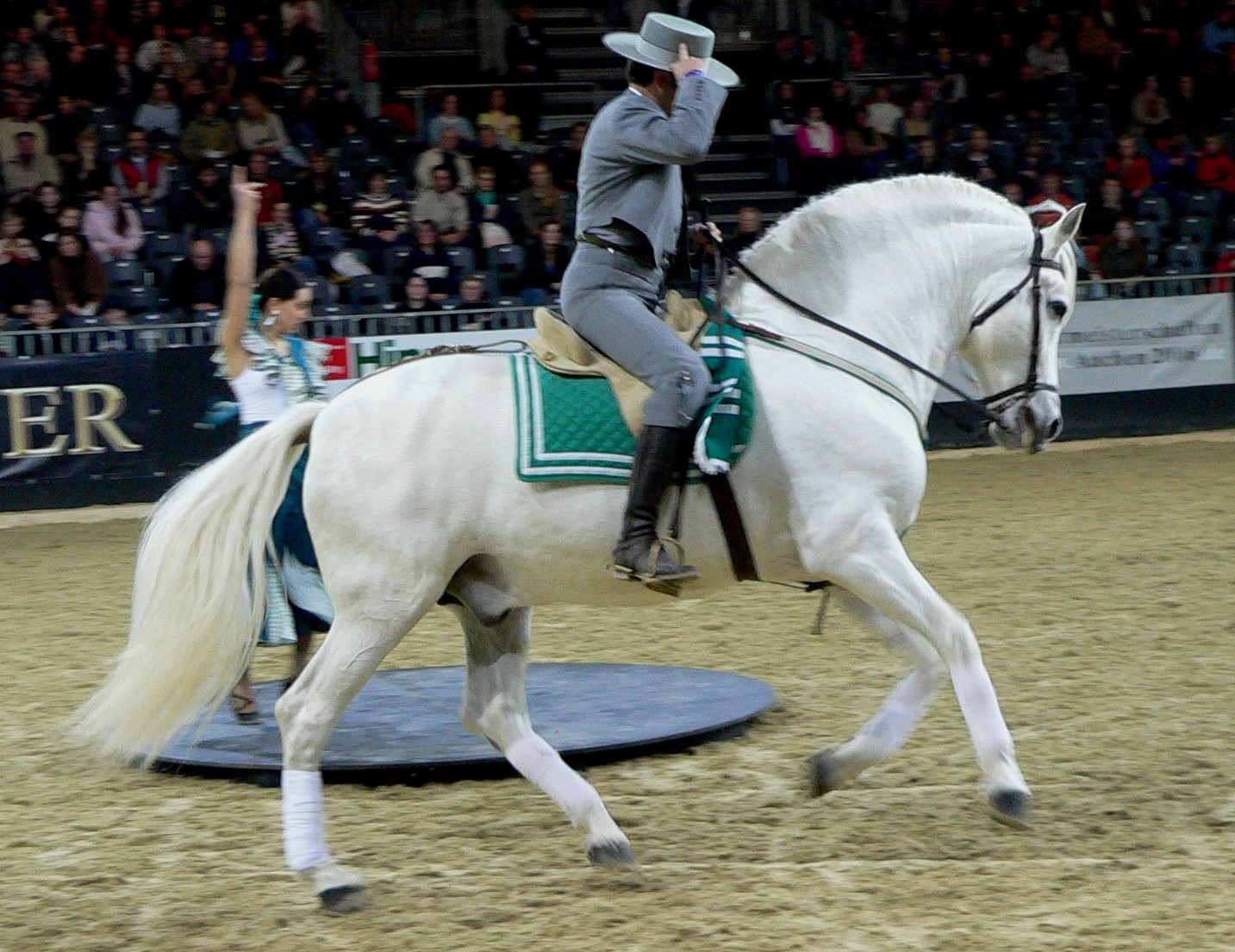
Andalusiern eller Pura Raza Espanol är dagens motsvarighet till den spanska hästen och en viktig del av Spaniens historia och kultur

De amerikanska hästraserna är kända för att de är så kallat "gaited" det vill säga att de har naturliga anlag för att lära sig speciella gångarter som är unika för rasen. Speciellt passgången har gått i arv från den spanska hästen till de amerikanska hästraserna. Idag är passgången försvunnen hos de spanska hästraserna och i stort sett över hela världen förutom just i Nord- och Sydamerika. Andalusiern, eller Pura Raza Espanola som de egentligen kallas idag, är en av världens vackraste hästraser och även om den inte besitter passgången, så tränas många andalusier till att gå i så kallad spansk skritt. I den spanska skritten lyfter hästen frambenen högt upp i luften och nästan marscherar.

## Några hästraser med blod från spanska hästar
- Andalusier
- Lusitano
- Spansk mustang
- Mustang (häst)
- Appaloosa
- Criollo
- Kigermustang
- Paso Fino
- Quarterhäst
- Galiceñoponny
- Narragansett Pacer
- Tennessee walking horse
- American saddlebred
- Paso Fino
- Peruansk pasohäst
- Lipizzaner